# 矢藤治山古墳
矢藤治山古墳（やとうじやまこふん）または矢藤治山墳丘墓（やとうじやまふんきゅうぼ）は、岡山県岡山市北区西花尻・東花尻にある古墳（または墳丘墓）。形状は前方後円墳。史跡指定はされていない。

## 概要
岡山県南部、独立丘陵「吉備の中山」の南面の尾根上に築造された古墳（または墳丘墓）である。1990-1992年（平成2-4年）に発掘調査が実施されている。
墳形は前方部がバチ形に開く前方後円形で、前方部を南方向に向ける。墳丘外表では葺石のほか特殊器台（または特殊器台形埴輪）が出土している。埋葬施設は、後円部・前方部にそれぞれ1基が存在する。後円部のものは竪穴式石室で、内部に箱形木棺を据える。石室内の調査では、副葬品として方格規矩鏡・勾玉・ガラス小玉・鉄斧が出土している。
築造時期は、弥生時代終末期-古墳時代初頭頃と推定される。最古型式の前方後円墳として、弥生時代から古墳時代への墓制の変遷を考察するうえで重要視される古墳になる。

## 墳丘
墳丘の規模は次の通り。
- 墳丘長：約35.5メートル
- 後円部
  - 直径：約23.5メートル
  - 高さ：約3メートル
- 前方部
  - 長さ：約11.8メートル

## 埋葬施設
埋葬施設としては、後円部中央において竪穴式石室が構築されている。石室規模は長さ2.7メートル・幅1.0メートル・高さ0.7メートル。石室内部には北を頭位とする箱形木棺を据えたとみられ、痕跡から木棺の大きさは長さ約2.5メートル・幅約0.85メートルと推測される。
このほかの埋葬施設として、前方部においても木棺の痕跡が認められているが、詳細は明らかでない。

## 出土品

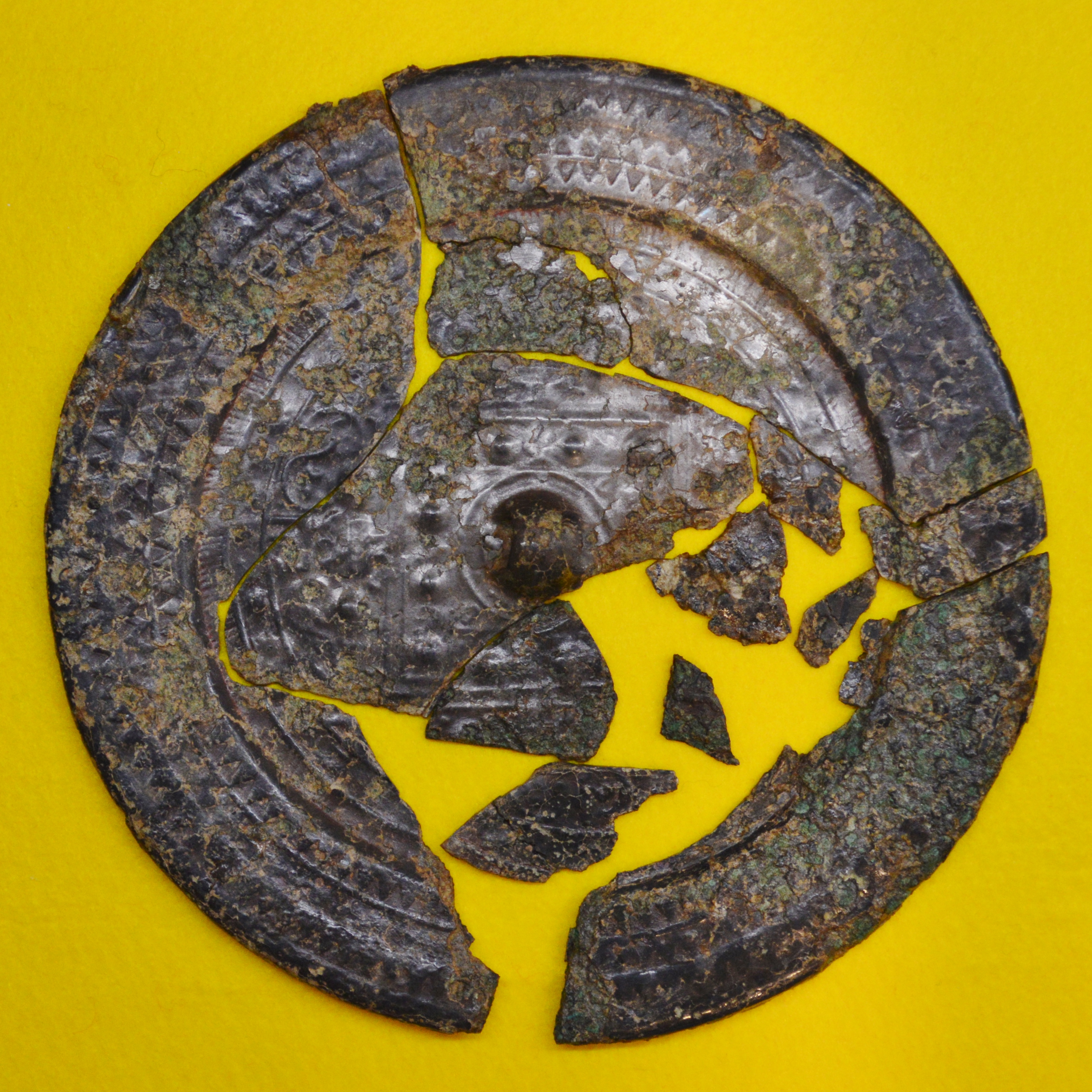
方格規矩鏡岡山大学考古学研究室所蔵。岡山シティミュージアム企画展示時に撮影。

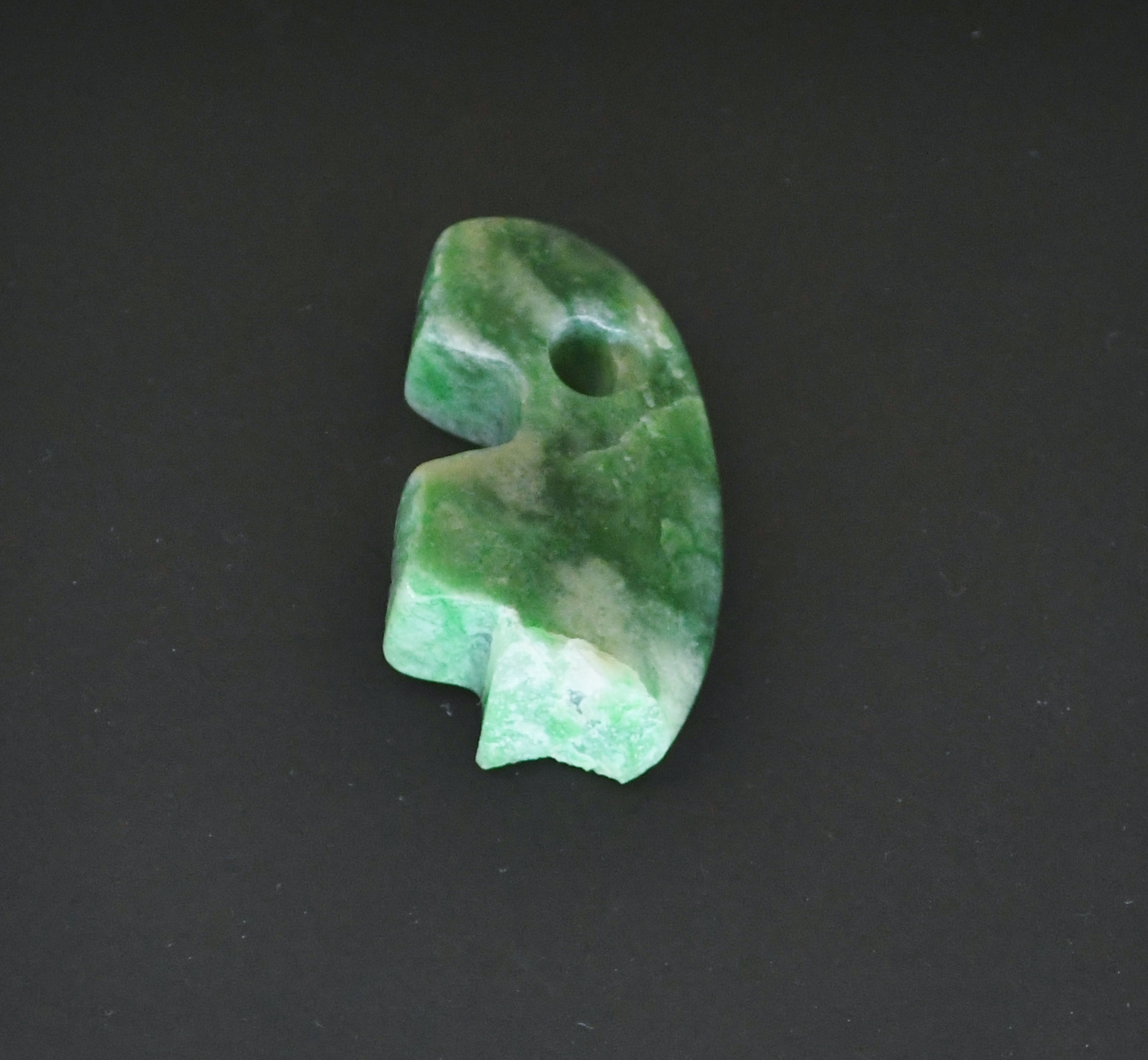
勾玉 鳥取県立博物館企画展示時に撮影。

後円部埋葬施設から出土した副葬品は次の通り。
- 棺内
  - 方格規矩鏡 1
  - 勾玉 1
  - ガラス小玉 50
- 棺外
  - 鉄斧 1

- 勾玉
鳥取県立博物館企画展示時に撮影。